# Рудольф Харузек
Рудольф Харузек (угор. Charousek Rezső; нар. 19 вересня 1873, Прага — пом. 20 квітня 1900, передмістя Надьтетень, Будапешт) — угорський шахіст. Упродовж короткої ігрової кар'єри (1895—1898) посів кілька призових місць на сильних турнірах, був одним з найкращих і найперспективніших молодих шахістів Європи 1890-х років. Помер у 26-річному віці від туберкульозу легенів.

## Життєпис
Батько був німцем, а мати — чешкою. Сім'я переїхала до угорського міста Дебрецен, ще коли Рудольф був малий.
Зацікавився шахами у 16-річному віці під час навчання у гімназії в Мішкольці. 1893 року почав вивчати юриспруденцію в місті Кошиці, але не закінчив навчання, бо вирішив присвятити себе шаховій кар'єрі.
Першими успіхами були кілька перемог у партіях проти угорських майстрів: проти Ґези Мароці +2 −6 =6 (1895) та Дьозо Екснера +6 −1 =3 (1896). У турнірі майстрів за листуванням 1895—1897 поділив 1-2-е місця з Мароці.
На міжнародному турнірі в Нюрнбергу 1896 посів 12 місце серед 18 шахістів, перемігши в партіях, зокрема Джозефа Генрі Блекберна й чемпіона світу Емануїла Ласкера. Прекрасний результат показав у міжнародному турнірі в Будапешті того ж року — поділив 1-2-е місця з Михайлом Чигоріним (поступився в додатковому матчі за перше місце 1:3).
Результати в деяких інших турнірах:
- Будапешт (1897), матч-турнір 4 майстрів — 1 місце
- Берлін (1897), міжнародний турнір — 1 місце
- Будапешт (1898), матч-турнір 4 майстрів — 1 місце
- Кельн (1898), 11-й конгрес Німецького шахового союзу — 2-4-е місця (з Вільгельмом Коном і Михайлом Чигоріним[2])

Змагання у Кельні стало останнім великим турніром шахіста. Харузек захворів на туберкульоз легенів, від якого помер 20 квітня 1900 року в районі Надьтетень, передмісті Будапешта.
Грав гостро і комбінаційно. Талант молодого шахіста відзначали найсильніші гравці того часу — Михайло Чигорін і чемпіон світу Емануїл Ласкер, який вважав, що Харузек міг би бути претендентом на титул чемпіона світу.